# Богоньовиці
Богоньовиці (пол. Bogoniowice) — село в Польщі, у гміні Ценжковиці Тарновського повіту Малопольського воєводства.
Населення — 646 осіб (2011).
У 1975-1998 роках село належало до Тарновського воєводства.

## Демографія
Демографічна структура станом на 31 березня 2011 року:
|          | Загалом | Допрацездатний вік | Працездатний вік | Постпрацездатний вік |
| -------- | ------- | ------------------ | ---------------- | -------------------- |
| Чоловіки | 319     | 61                 | 223              | 35                   |
| Жінки    | 327     | 65                 | 197              | 65                   |
| Разом    | 646     | 126                | 420              | 100                  |